# 赫里福德 (明尼蘇達州)
赫里福德是位於美國明尼蘇達州格蘭特縣的一個鬼鎮。

## 歷史
作為鐵路沿綫的路段，赫里福德於1887年成立，得名自當地常見的海福特牛（Hereford cattle）。翌年設立郵局，其後於1923年停運。。赫里福德於1940年代荒廢，現今只存少量遺址。

## 地理
赫里福德所處的海拔為高於海平面331米（即1086英呎），而該地所採用的時區為UTC-6，即北美中部時區（CST）。同時該地設有夏令時間，為UTC-6調快一小時，即UTC-5（CDT）。